# Simon Schwerdtner von Schwertburg
Simon Ernst Schwerdtner von Schwertburg (9. května 1854 Vídeň – 22. září 1925 Klagenfurt) byl rakousko-uherský generál. V c. k. armádě sloužil od roku 1874, později byl štábním důstojníkem a jako vyšší velitel strávil několik let v Olomouci. Na začátku první světové války zastával funkci zemského velitele v Čechách (1914–1916) a v roce 1915 dosáhl hodnosti generála pěchoty.

## Životopis
Byl synem generálmajora Julia Schwerdtnera (1824–1905). Studoval na vojenských technických školách ve Štýrském Hradci a Leobenu, do armády vstoupil v roce 1874 jako poručík a několik let sloužil u 72. pěšího pluku v Prešpurku, v roce 1878 se zúčastnil okupace Bosny a Hercegoviny. Uplatnil se také jako pedagog na kadetní škole v Innsbrucku, kde vyučoval matematiku a geometrii. V letech 1884–1886 si doplnil vzdělání na Válečné škole (K.u.k. Kriegsschule) ve Vídni a v hodnosti nadporučíka byl zařazen do sboru důstojníků generálního štábu. Poté sloužil u různých jednotek ve Lvově a v Olomouci, mezitím byl v roce 1889 povýšen na kapitána. Od roku 1892 byl štábním důstojníkem 9. armádního sboru v Josefově a v hodnosti majora byl v roce 1895 přidělen k 10. armádnímu sboru v Přemyšlu. V roce 1898 byl povýšen na podplukovníka a jako plukovník (1901) byl v letech 1902–1908 velitelem 5. pěšího pluku v Egeru.
K datu 1. května 1908 byl povýšen do hodnosti generálmajora a převzal velení 9. pěší brigády v Olomouci. V roce 1912 dosáhl hodnosti polního podmaršála a nadále setrval v Olomouci jako velitel 5. pěší divize. V březnu 1914 byl přeložen do Prahy jako zástupce velitele 8. armádního sboru. Na začátku první světové války většina sboru odešla na východní frontu a Schwerdtner zůstal v Praze jako zemský velitel v Čechách (1914–1915). V Praze se zúčastnil společenských akcí a zároveň tvrdě potíral náznaky revolty v řadách českých vojáků. K datu 1. září 1915 obdržel hodnost titulárního generála pěchoty, ale již v listopadu téhož roku byl odeslán do penze. V soukromí žil v Praze, Štýrském Hradci a Vídni, poslední léta života strávil v Klagenfurtu, kde také zemřel a je pohřben na Centrálním hřbitově Annabichl. 
V roce 1892 se v Olomouci oženil s baronkou Annou Karaislovou (1874–?), dcerou generálmajora Franze Karaisla von Karais (1830–1890). Z jejich manželství se narodil syn Julius (1895–1979), který za první světové války sloužil jako důstojník v armádě.

## Tituly a ocenění
Po otcově nobilitaci v roce 1879 užíval šlechtický titul rytíř s predikátem von Schwertburg. Během vojenské služby získal několik ocenění.
- Válečná medaile (1879)
- Jubilejní pamětní medaile (1898)
- Služební odznak pro důstojníky III. třídy (1903)
- Řád železné koruny III. třídy (1906)
- Vojenský jubilejní kříž (1908)
- Mobilizační kříž (1913)
- Služební odznak pro důstojníky II. třídy (1913)
- Vyznamenání za zásluhy o Červený kříž s válečnou dekorací (1915)
- rytířský kříž Leopoldova řádu s válečnou dekorací (1916)